# Донис, Анастасиос
Анастасиос Донис (англ. Anastasios Donis; 29 августа 1996, Блэкберн, Англия) — греческий футболист, нападающий клуба «Реймс», выступающий на правах аренды за «Арис (Салоники)» и национальной сборной Греции.

## Клубная карьера
Анастасиос Донис родился 29 августа 1996 года в английском городе Блэкберн в семье Йоргоса Дониса, который в то время выступал за футбольный клуб Блэкберн Роверс. Всё детство передвигался за отцом, который играл в различных английских и греческих клубах.
Анастасиос Донис обучался футбольному мастерству в академии греческого клуба «Панатинаикос», откуда в 2012 году перешёл в «Ювентус». Несмотря на то, что игроком интересовались «Арсенал» и «Тоттенхэм Хотспур», туринцы были настроены на эту сделку наиболее сильно и заплатили 100 тысяч фунтов компенсации.
В 2015 году Донис был передан «Ювентусом» в аренду в итальянский клуб «Сассуоло», где ни разу не появился в основном составе. На сезон 2015/2016 отправился в аренду в швейцарский клуб «Лугано», где стал получать игровую практику. 13 сентября 2015 года в поединке против «Сьона» Донис дебютировал не только в швейцарском чемпионате, но и во взрослом футболе.
В «Лугано» Анастасиос Донис стал основным игроком и провёл в чемпионате 25 встреч, в которых отличился четырежды. В финале Кубка Швейцарии против «Цюриха» он вышел в стартовом составе и был заменён на 70-й минуте Каримом Росси. В упорной борьбе «Лугано» проиграл встречу со счётом 0:1.
20 июля 2016 года было объявлено, что Донис продолжит свою карьеру во французском клубе «Ницца». Арендное соглашение было заключено сроком на один сезон с возможностью полного выкупа контракта после окончания чемпионата.
1 июля 2017 года Донис перешёл в немецкий «Штутгарт» за 4 млн евро. Личный контракт с футболистом был подписан на четыре года.
1 февраля 2021 года перешёл в нидерландский ВВВ-Венло на правах аренды.

## Карьера в сборной
Донис вызывался в юношескую сборную Греции до 19 лет, принимал участие в квалификационных и элитных отборочных раундах к юношеским чемпионатам Европы, однако в финальную часть не выходил. 24 марта 2016 года дебютировал в молодёжной сборной Греции в поединке против сверстников из Албании.
9 июня 2017 года Донис дебютировал в составе национальной сборной Греции в матче отборочного турнира к чемпионату мира 2018 года с командой Боснии и Герцеговины.

## Достижения
- Финалист Кубка Швейцарии: 2015/16

## Семья
Его отец, Йоргос Донис — футболист и футбольный тренер, выступал за сборную Греции. Последним местом его работы был саудовский клуб «Аль-Хиляль». Старший брат, Христос Донис (род. 1994) — игрок итальянского «Асколи».
В 2012 году, когда Анастасиосу было 15 лет, на дом семьи напали вооружённые грабители. Мальчику удалось выбраться из дома через окно, попасть на соседний участок и оттуда вызвать полицию, благодаря чему после перестрелки с полицейскими грабители были задержаны.